# Liste des sénateurs belges (législature 1961-1965)
Pour les articles homonymes, voir Liste des sénateurs belges.
Liste des sénateurs pour la législature 1961-1965 en Belgique, à la suite des élections législatives  par ordre alphabétique.

## Président
- Paul Struye

## Membres

### de droit
- S.A.R. Mgr. le Prince Albert de Belgique

### élus
1. Jean Allard (arr. Liège)
2. Jean Baltus (arr.Verviers)
3. Mme Jeanne Beeckman, veuve Vandervelde (arr. Bruxelles) (+20.4.1963), remplacée par Georges Papy
4. Block (arr. Anvers)
5. Albert Bogaert (nl) (arr. Bruges)
6. Alfred Bonjean (arr.Mons-Soignies)
7. Alfons Buts (arr.Malines-Turnhout)
8. Georges Camby (arr.Nivelles)
9. Louis Chardome (arrts du Luxembourg)
10. E. Claeys (arr. Gand-Eeklo)
11. Edmond Coppens (arr. Audenarde-Alost)
12. Gaston Crommen, 1er vice-président (arr. Gent-Eeklo)
13. R. Cuvellier (Arr. Namur/Dinant-Philippeville)
14. comte Charles d'Aspremont-Lynden (arr. Namur/Dinant-Philippeville)
15. Carlos De Baeck (arr. Anvers)
16. Eugène Debaise (arr.Mons-Soignies) décédé le 13/2/1962 remplacé par Fernand Vinet le 22/2/1962 lui-même décédé le 11/11/1962 et remplacé par Fernand Delmotte le 22/11/1962
17. August De Boodt (nl) (arr. Malines-Turnhout)
18. Victor De Bruyne (arr. Anvers)
19. Albert De Clerck[1] (arr. Courtrai-Ypres)
20. Leopold Decoux (nl) (arr.Louvain)
21. Joseph De Grauw (arr.Bruxelles)
22. Roger Dekeyzer (arr. Anvers)
23. Maurice Delbouille (arr.Liège)
24. Charles Deliège (arr. Charleroi-Thuin)
25. Maurice Delmotte (arr. Huy-Waremme)
26. René Delor (arr.Nivelles)
27. Hendrik Delport (arr. Louvain)
28. Robert De Man, questeur (arr.Courtrai-Ypres)
29. Abdon Demarneffe, secrétaire (arr. Hasselt-Tongres-Maaseik)
30. Armand De Rore (nl) (arr.Courtrai-Ypres)
31. Pierre Descamps (arr.Tournai-Ath)
32. chevalier Erard de Schaetzen (arr. Hasselt-Tongres-Maaseik)
33. G. De Vuyst (arr. Bruxelles)
34. Emile De Winter (arr. Bruxelles)
35. Renaat Diependaele (arr. Audenarde-Alost)
36. André Dua (nl) (arr.Gand-Eeklo)
37. Jean Duvieusart (arr.Charleroi-Thuin)
38. Feron (arr. Namur/Dinant-Philippeville)
39. Jacques Franck (arr. Bruxelles)
40. Charles Gendebien (arr. Charleroi-Thuin)
41. René George (arr. Charleroi-Thuin)
42. Gheysen (arr. Roulers-Tielt)
43. Robert Gillon (arr. Courtrai-Ypres)
44. Arnold Godin (arr. Verviers)
45. Alfons Goossens (nl), secrétaire (arr. Termonde/Saint-Nicolas)
46. Hyacinth Harmegnies, questeur (arr.Mons/Soignies)
47. Charles Héger[2] (arr. Namur/Dinant-Philippeville)
48. Alfred Henckaerts (arr.Liège)
49. Gaston Hercot (arr. Charleroi-Thuin)
50. César Heylen (arr. Hasselt-Tongres-Maaseik)
51. Frans Houben (arr.Malines-Turnhout)
52. Norbert Hougardy (arr. Bruxelles)
53. Georges Housiaux (arr.Huy-Waremme)
54. Evence Jennard (arr. Mons-Soignies)
55. Jozef Jespers, secrétaire (arr. Anvers)
56. Robert Lacroix (arr. Namur-Dinant-Philippeville)
57. Lauwereins (arr.Furnes-Dixmude-Ostende)
58. Ledoux (arrts du Luxembourg)
59. Edmond Leysen (arr. Malines-Turnhout)
60. Albert Lilar (arr. Anvers)
61. Edmond Machtens, questeur (arr. Bruxelles)
62. John Maes (arr. Hasselt-Tongres-Maaseik)
63. Henri Maisse (arr.Liège)
64. Laurent Merchiers (arr.Gand-Eeklo)
65. Andries Mondelaers (arr. Hasselt/Tongres-Maaseik)
66. Henri Moreau de Melen 2e vice-président  (arr. Liège)
67. Albert Moulin, secrétaire (arr.Tournai-Ath)
68. Charles Moureaux (arr.Bruxelles)
69. Jean Neybergh (arr.Bruxelles)
70. René Noël (arr.Mons-Soignies)
71. baron Pierre Nothomb (arrts du Luxembourg)
72. Joseph Oblin, questeur (arr. Mons-Soignies)
73. Fernand Pairon (arr.Anvers) († 1.2.1965)
74. Hubert Rassart (arr.Liège)
75. R. Remson (arr.Charleroi-Thuin)
76. John Roelants (arr. Malines-Turnhout)
77. Robert Roosens (arr.Anvers)
78. Saelens (arr. Courtrai-Ypres)
79. Maurice Santens (arr. Audenarde-Alost)
80. Oktaaf Scheire (arr. Gand-Eeklo)
81. Walther Simoens (arr. Bruges)
82. Aloïs Sledsens (arr.Anvers)
83. Albert Smet (nl) (arr. Termonde/Saint-Nicolas)
84. Marcel Sobry (arr.Furnes-Dixmude-Ostende)
85. Paul Struye, président (arr. Bruxelles)
86. Jeroom Stubbe (arr. Courtrai-Ypres)
87. Isidoor Trappeniers (arr. Bruxelles)
88. Léon-Éli Troclet (arr. Liège)
89. Omer Vanaudenhove(arr.Louvain)
90. Eugène Van Cauteren (nl) (arr. Termonde-Saint-Nicolas)
91. Karel Van Cauwelaert de Wyels (arr.Bruxelles)
92. André Van Cauwenberghe (arr. Charleroi-Thuin)
93. Frans-Vital Van der Borght (arr.Louvain)
94. Dieudonné Vander Bruggen, secrétaire (arr. Audenarde-Alost)
95. Jacques Vandermeulen (arr. Verviers)
96. Maurice Van Hemelrijck (arr. Bruxelles) († 9.10.1964) remplacé par Victor Nieuwborg
97. Jozef Van In (arr. Malines-Turnhout)
98. Liban Van Laeys (nl) (arr. Termonde-Saint-Nicolas)
99. Honoré Verhaest (arr.Gand-Eeklo) (+ 10.4.1963) remplacé 14.5.1963 par Amaat Foncke
100. Vermandele (arr. Roulers-Tielt)
101. Piet Vermeylen[3] (arr. Bruxelles)
102. Armand Versé (arr.Bruxelles)
103. Armand Verspeeten (arr.Gand-Eeklo)
104. Joseph Wiard (nl) (arr. Bruxelles)
105. Mlle Gisèle Wibaut (arr. Tournai-Ath)
106. Wyn (arr.Anvers)

### provinciaux
- Ernest Adam
- Georges Beauduin
- Benoit
- Hilaire Bertinchamps
- Hubert Beulers
- Joseph Custers (nl)[4]
- Jean Debucquoy (nl)
- baron René de Dorlodot
- Eduard Dehandschutter (nl)
- Louis Desmet, secrétaire
- Pierre De Smet
- Simon Flamme remplace en janvier 1963 par Jean Dulac
- Gilis
- Jacques Hambye
- Ulysse Hanotte décédé en septembre 1962 remplacé par Gilbert Lemal
- Paul Heine
- Robert Houben
- Léonce Lagae
- Hilaire Lahaye
- Victor Leemans
- Leruse
- Hubert Leynen (nl)
- Jacques Ligot
- Jozef Magé
- D. Martens
- Jean Materne (démissionne en 1963) remplacé par Michel Toussaint
- Roger Motz
- Cyriel Neefs
- José Nihoul
- Maurice Orban
- Gilbert Pede
- Simon Poncin
- Hubert Pontus
- Reintjens
- Alfred Scokaert (nl)
- Alfred Slegten
- Steps
- Arsène Uselding
- Jacques Van Buggenhout (nl), questeur
- Gérard Vandenberghe
- Marcel Vandenbussche
- Octaaf Van den Storme
- Henricus Van Doninck
- Bernard Van Hoeylandt (nl)
- Julien Versieren
- Pierre Warnant, 3e vice-président
- Charles Willems

### cooptés
- Marcel Busieau[5]
- Jean-Joseph Chot
- August De Block
- Fernand Dehousse
- Étienne de la Vallée Poussin
- Henri Deruelles
- Paul de Stexhe
- Mlle Jeanne Driessen
- Germain Gilson
- Henri Janne
- Albert-Édouard Janssen
- Odilon Knops
- Adolf Molter
- Gilbert Mullie
- Gerard Philips
- Henri Rolin
- Paul Segers[6]
- Léon Servais[7]
- Elie Van Bogaert (nl)
- Robert Vandekerckhove
- Gabriël Vandeputte
- Jean Van Houtte
- Raoul Vreven (nl)